# Донецкая улица (Великий Новгород)
Доне́цкая — одна из улиц Великого Новгорода. Находится в северной части Торговой стороне, на территории бывшей Антониевской слободы, в микрорайоне Антоново.
Начинается Т-образным перекрёстком со Студенческой улицей и параллельно Парковой проходит в северном направлении. Протяжённость — 875 м.
Проложена после войны, в 1945—46 гг. Название получила по протекающему недалеко ручью Донец. Застроена частными (7 деревянных домов) и многоквартирными жилыми домами.